# Ahmed Faras
Ahmed Faras (Mohammedia, 7 december 1946 – aldaar, 16 juli 2025) was een Marokkaans profvoetballer die doorgaans als aanvaller speelde. Hij speelde z’n gehele carrière voor Chabab Mohammedia en werd in 1975 uitgeroepen tot Afrikaans voetballer van het jaar. Hij speelde tussen 1966 en 1979 94 interlands voor het Marokkaans voetbalelftal en won de Afrika Cup 1976. Faras is met 36 doelpunten de all-time topscorer van Marokko.

## Clubcarrière
Faras is de eerste Marokkaanse speler die in 1975 de Afrikaanse Gouden Bal heeft gewonnen. Hij is met 42 interlandgoals all-time topscorer van Marokko. Hij won met zijn club Chabab Mohammedia in 1981 de Botola Pro. Hij werd ook twee keer topscorer van de Botola Pro, in 1969 en 1973.
De Marokkaanse spits zette in 1982 een punt achter zijn 17-jarige loopbaan waarin hij alleen voor Chabab Mohammedia uitkwam.

## Interlandcarrière
Faras was speler van het Marokkaans voetbalelftal van 1965 tot 1979. Hij was van 1971 acht jaar lang aanvoerder van het elftal. Op internationaal niveau deed hij mee aan het wereldkampioenschap voetbal 1970 en de Olympische Zomerspelen 1972 in München. Hij won met Marokko de strijd om de Afrika Cup 1976.
Faras scoorde 36 keer voor Marokko in 94 interlands.
In 2006 werd hij door de CAF geselecteerd als een van de beste Afrikaanse voetballer van de laatste 50 jaar.
Faras overleed op 16 juli 2025 op 78-jarige leeftijd.

## Erelijst
Chabab Mohammedia
- Botola Pro

1981/82